# Mikołaj Kubacki
Mikołaj Kubacki (ur. 1995) – polski aktor teatralny i filmowy. 
W 2019 roku ukończył studia na Wydziale Aktorskim Akademii Sztuk Teatralnych im. Stanisława Wyspiańskiego w Krakowie, następnie podjął pracę jako aktor w Starym Teatrze im. Heleny Modrzejewskiej w Krakowie. Debiutował w 2017 roku w krótkometrażowym filmie Fanatyk, gdzie zagrał główną rolę.

## Filmografia
Źródło:
- Fanatyk (krótkometrażowy, 2017) – Jakub Gałecki
- Wojenne dziewczyny (serial, 2018) – Kryspin
- Le monde (krótkometrażowy, 2018) – Remi
- Kler (2018) – kleryk
- Człowiek, który zatrzymał Rosję (spektakl telewizyjny, 2018) – Maksymilian Wroński
- 1983 (serial, 2018) – Łukasz Ziółek
- Mam na imię Sara (2019) – Mykoła Iwanienko
- Piłsudski (2019) – Okrzeja
- Piękna sierpniowa noc (etiuda szkolna, 2019) – Michał
- Nie zmieniaj tematu (krótkometrażowy, 2019)
- W głębi lasu (serial, 2020)
- O mnie się nie martw (serial, 2020) – Bartek
- Mały koniec świata (etiuda szkolna, 2020) – Feliks
- Król (serial, 2020) – Edward Tiutczew
- Cena władzy (spektakl telewizyjny, 2020)
- Bez skrupułów (serial, 2020) – diler
- W zakolach czasu (etiuda szkolna, 2020) – Janek
- Lewiatan (spektakl telewizyjny, 2021) – kelner
- Jakoś to będzie (2021) – policjant
- Jak pokochałam gangstera (2021) – Piotr Kamcz
- Wszystko w porządku (krótkometrażowy, 2021)
- Nie zgubiliśmy drogi (2021)
- Marzec ’68 (2022) – student
- Herkules (serial, 2022) – Daniel Olszewski „Słoniu”
- Apokawixa (2022) – Kamil
- Wspaniałe kilka minut  (krótkometrażowy, 2023) – Ó
- Rodzina na Maxa (serial, 2023) – Antek
- Winterreise (2024) – Brat
- Forst (serial, 2024) – Piotr Sznajderman
- Drużyna A(A) (2024) – Dominik

### Dubbing
- Piraci z Karaibów: Zemsta Salazara (2017)[3]

## Role teatralne
Na scenach teatrów wystąpił m.in. w:
- prawie my (2018, reż. Marcin Wierzchowski)
- #Gwałt na lukrecji (2018, reż. Marcin Liber)
- Nadchodzi chłopiec (2019, reż. Marcin Wierzchowski)
- Aktualny stan świata (2019, reż. Karol Klugowski)
- Kartoteki (2020, reż. Karol Klugowski)
- Fiasko (2020, reż. Magda Szpecht)
- Tonąca dziewczyna (2021, reż. Karol Klugowski)
- Biesy. Spektakl o piciu herbaty (2021, reż. Paweł Miśkiewicz)
- Sen nocy letniej (2022, reż. Krzysztof Garbaczewski)
- Salome (2022, reż. Kuba Kowalski)
- Fanatyk: Mistrzostwa Świata w Łowieniu Metodą Gruntową (2022, reż. Michał Tylka)[5]
- Opera za trzy grosze (2023, reż. Ersan Mondtag)
- Praski Reytan (2023, reż. Tomasz Drozdowicz)[6]

## Nagrody i wyróżnienia
W 2017 roku otrzymał Studencką Nagrodę Teatralną „Chodźże do Teatru” w kategorii najlepszy aktor młodego pokolenia. W 2022 roku był nominowany do Nagrody im. Zbyszka Cybulskiego za rolę w filmie Apokawixa.